# Lucien Barjon
Lucien, Émile, Vincent, Bargeon, de son nom de scène, Lucien Barjon est un acteur français, né le 11 mars 1916 à Sète et mort le 31 décembre 2000 à Bagnols-sur-Cèze.

## Biographie
Ingénieur des ponts et chaussées, il décide de devenir acteur et joue dans de nombreux films ou séries télévisées. Il joue notamment le vieux Géral dans les derniers épisodes de Jacquou le Croquant et Monsieur Desbois, l'intendant du domaine du duc de Plessis-Vaudreuil dans Au plaisir de Dieu.
Passionné d'astronomie, il rêvait d'installer son propre observatoire sur la terrasse de son appartement situé au douzième étage d'un immeuble de Boulogne-Billancourt.
Il est inhumé au cimetière Le Py de Sète.

## Filmographie

### Cinéma
- 1948 : Erreur judiciaire de Maurice de Canonge
- 1956 : Monsieur et Madame Curie de Georges Franju (court métrage) - Le professeur Henri Becquerel
- 1956 : Les Promesses dangereuses de Jean Gourguet
- 1958 : Rafles sur la ville de Pierre Chenal - L'inspecteur Pandraz
- 1959 : La Bête à l'affût de Pierre Chenal - Fernand
- 1959 : La Marraine de Charley de Pierre Chevalier - Barjon, le membre de l'institut
- 1964 : La Dérive de Paula Delsol (signé Paule Delsol)
- 1966 : Le facteur s'en va-t-en guerre de Claude Bernard-Aubert - Verdier
- 1970 : Heureux qui comme Ulysse d'Henri Colpi
- 1970 : La Faute de l'abbé Mouret de Georges Franju - Barberousse
- 1970 : Les Novices de Guy Casaril - Homme de l'ambulance
- 1971 : Les Assassins de l'ordre de Marcel Carné - Mauvoisins
- 1974 : La Merveilleuse Visite de Marcel Carné - Le recteur
- 1977 : Le Pays bleu de Jean-Charles Tacchella - Geoffroy - un paysan
- 1983 : En cas de guerre mondiale, je file à l'étranger de Jacques Ardouin - Le père

### Télévision

#### Téléfilms
- 1957 : Délinquance juvénile de Marcel Bluwal
- 1958 : Le Plus Heureux des trois de Marcel Bluwal
- 1970 : Nemo de Jean Bacqué - Aronnax
- 1975 : Le Théâtre de Tristan Bernard de Georges Folgoas et Dominique Nohain - segment "Le Prétendant"  - M. Racosse
- 1976 : L'Assassinat de Concino Concini de Gérard Vergez et Jean Chatenet - M. du Bourdet
- 1982 : La Douceur et le Silence, (Le Sage de Sauvenat) de Renée Darbon - Le grand-père
- 1982 : Le Secret des Andrônes de Sam Itzkovitch - Valentin
- 1984 : La Terre et le Moulin de Jacques Ertaud - Adrien Barraste
- 1997 : Parfum de famille de Serge Moati - Le Père Grainbleau

#### Séries télévisées
- 1958 : En votre âme et conscience, épisode : L'Affaire Verkammen de Jean Prat
- 1962 : L'inspecteur Leclerc enquête - épisode #1.4 : Ma femme est folle de Claude Barma - Le patron de l'hôtel
- 1964 : Les Beaux Yeux d'Agatha
- 1958-1964 : La Caméra explore le temps - 3 téléfilms : 
  - Le Drame de Mayerling de Stellio Lorenzi (1964) - Von Taaffe
  - Le Véritable Aiglon de Stellio Lorenzi (1959) -  Louis-Philippe
  - L'Orphelin de l'Europe de Stellio Lorenzi (1958) -  Weichmann
- 1964 : Le Théâtre de la jeunesse : Gaspard des montagnes de Jean-Pierre Decourt : le père Grange
- 1965 : Foncouverte de Robert Guez, série télévisée : Balthazar
- 1965 : Seule à Paris
- 1966 : Illusions perdues - Duc de Réthoré
- 1966 : Allô police - épisode : Histoire 1 : Pluchard - M. Dubarry
- 1966-1967 : En votre âme et conscience - 2 épisodes : 
  - L'Affaire Francey de Claude Dagues (1967)
  - L'Affaire Lemoine de Claude Barma (1966)
- 1968 : Sylvie des trois ormes - Auguste
- 1969 : Fortune  - Le libraire de San Francisco
- 1969 : Jacquou le croquant - épisodes 2 à 6  (mini-série) - Géral
- 1970 : Maurin des maures - épisodes #1.1 à 3 (série télévisée)  - Cabissol
- 1970 : Les Cousins de la Constance - Le père Guillou
- 1971 : Aubrac-City - Jules Bouladou
- 1973 : Chronique villageoise - Le père Lorioux
- 1975 : Jack - 6 épisodes #1.6-7-8 et 11-12-13- Dr Rivals
- 1975 : Le Passe-montagne - les 8 épisodes - Merteil
- 1977 : Au plaisir de Dieu - M. Desbois
- 1978 : Heidi - 5 épisodes - Le pasteur
- 1981 : L'Ennemi de la mort de Roger Kahane - Le curé de la Jemaye
- 1982 : L'Heure Simenon - épisode #1.2 Cour d'assises (série) - Charles Papin
- 1988 : Les Dossiers secrets de l'inspecteur Lavardin - téléfilm : L'Escargot noir de Claude Chabrol : Duchesne, le curé
- 1996 : Dans un grand vent de fleurs - épisodes #1.2 et #1.4 - Léon

#### Au théâtre ce soir
- 1975 : Au théâtre ce soir : Chat en poche de Georges Feydeau, mise en scène Jean-Laurent Cochet, réalisation Pierre Sabbagh, Théâtre Édouard VII

## Théâtre
- 1945 : La Folle de Chaillot de Jean Giraudoux, mise en scène Louis Jouvet, Théâtre de l'Athénée
- 1949 : Robinson de Jules Supervielle, Théâtre de Verdure Charbonnières-les-Bains

- 1953 : Flamineo de Robert Merle, mise en scène Georges Douking, Théâtre des Célestins
- 1955 : Carré de sept de Charles Galtier, mise en scène Georges Douking, Théâtre Hébertot
- 1956 : Nemo d'Alexandre Rivemale, mise en scène Jean-Pierre Grenier, Théâtre Marigny
- 1956 : L'Hôtel du libre échange de Georges Feydeau, mise en scène Jean-Pierre Grenier, Théâtre Marigny
- 1957 : La Visite de la vieille dame de Friedrich Dürrenmatt, mise en scène Jean-Pierre Grenier, Théâtre Marigny
- 1958 : Auguste de Raymond Castans, mise en scène Jean Wall, Théâtre des Célestins
- 1959 : De sept heures à sept heures de Guillaume Hanoteau et Philippe Georges d'après Robert Cedric Sherriff, mise en scène Max Mégy, Théâtre des Arts
- 1959 : Un joueur d'André Charpak d'après Fiodor Dostoïevski, mise en scène André Charpak, Théâtre de l'Alliance française

- 1960 : John Smith 1er de Jaime Silas, mise en scène Michel de Ré, Théâtre de l'Œuvre
- 1960 : La Collection Dressen de Harry Kurnitz, adaptation Marc-Gilbert Sauvajon, mise en scène Fernand Ledoux, Théâtre des Célestins
- 1961 : L'Express-liberté de Lazare Kobrynski, mise en scène de l'auteur, Odéon-Théâtre de France
- 1961 : Arlequin valet de deux maîtres de Carlo Goldoni, mise en scène Edmond Tamiz, Théâtre Récamier
- 1963 : Les Officiers de Jakob Michael Reinhold Lenz, mise en scène de Jean Tasso, Théâtre Récamier
- 1963 : Les Fourberies de Scapin de Molière, mise en scène Jo Tréhard, Comédie de Caen
- 1964 : Turcaret d'Alain-René Lesage, mise en scène Jean-Laurent Cochet, Théâtre de l'Ambigu
- 1964 : Chat en poche de Georges Feydeau, mise en scène Jean-Laurent Cochet, Théâtre Daunou
- 1965 : Les Fourberies de Scapin de Molière, mise en scène Michel Bertay, Théâtre de l'Ambigu
- 1967 : Les Visions de Simone Machard de Bertolt Brecht, mise en scène Gabriel Garran, Théâtre de la Commune Aubervilliers
- 1968 : Les Visions de Simone Machard de Bertolt Brecht, mise en scène Gabriel Garran, Théâtre-Maison de la culture de Caen
- 1968 : Fanny de Marcel Pagnol, mise en scène Henri Vilbert, Théâtre des Célestins
- 1969 : Fanny de Marcel Pagnol, mise en scène Henri Vilbert, Théâtre de la Porte Saint Martin

- 1971 : Haggerty, où es-tu ? de David Mercer, mise en scène André Barsacq, Théâtre de l'Atelier
- 1973 : Liola de Luigi Pirandello, mise en scène Henri Delmas et Gabriel Garran, Théâtre de la Commune Aubervilliers

- 1980 : Reviens dormir à l’Élysée de Jean-Paul Rouland et Claude Olivier, mise en scène Michel Roux, Comédie Caumartin
- 1983 : Roméo et Juliette de William Shakespeare, mise en scène Jean-Paul Lucet, Théâtre des Célestins